# خدنگ‌نمای دارل
خدنگ‌نمای دارل (نام علمی: Salanoia durrelli) نام یک گونه از سرده خدنگ‌نماها است. گوشتخواری کوچک و قهوه‌ای، با پاهای گسترده‌ای با پد های برجسته، زیرپوش‌های قرمز مایل به زرد و دندان‌های وسیع و نیرومند، و همچنین تفاوت‌های دیگر از رنگ‌های قهوه‌ای مایل به قرمز مشخص شده است. در دو نمونه وزن شده، جرم بدن 600 و 675 گرم (21.2 و 23.8 اونس) بود. این جانور می‌تواند از قارچ‌ها تغذیه کند.